# Wilczyska (Bobowa)
Wilczyska ist ein Dorf der Gemeinde Bobowa im Powiat Gorlicki der Woiwodschaft Kleinpolen in Polen.

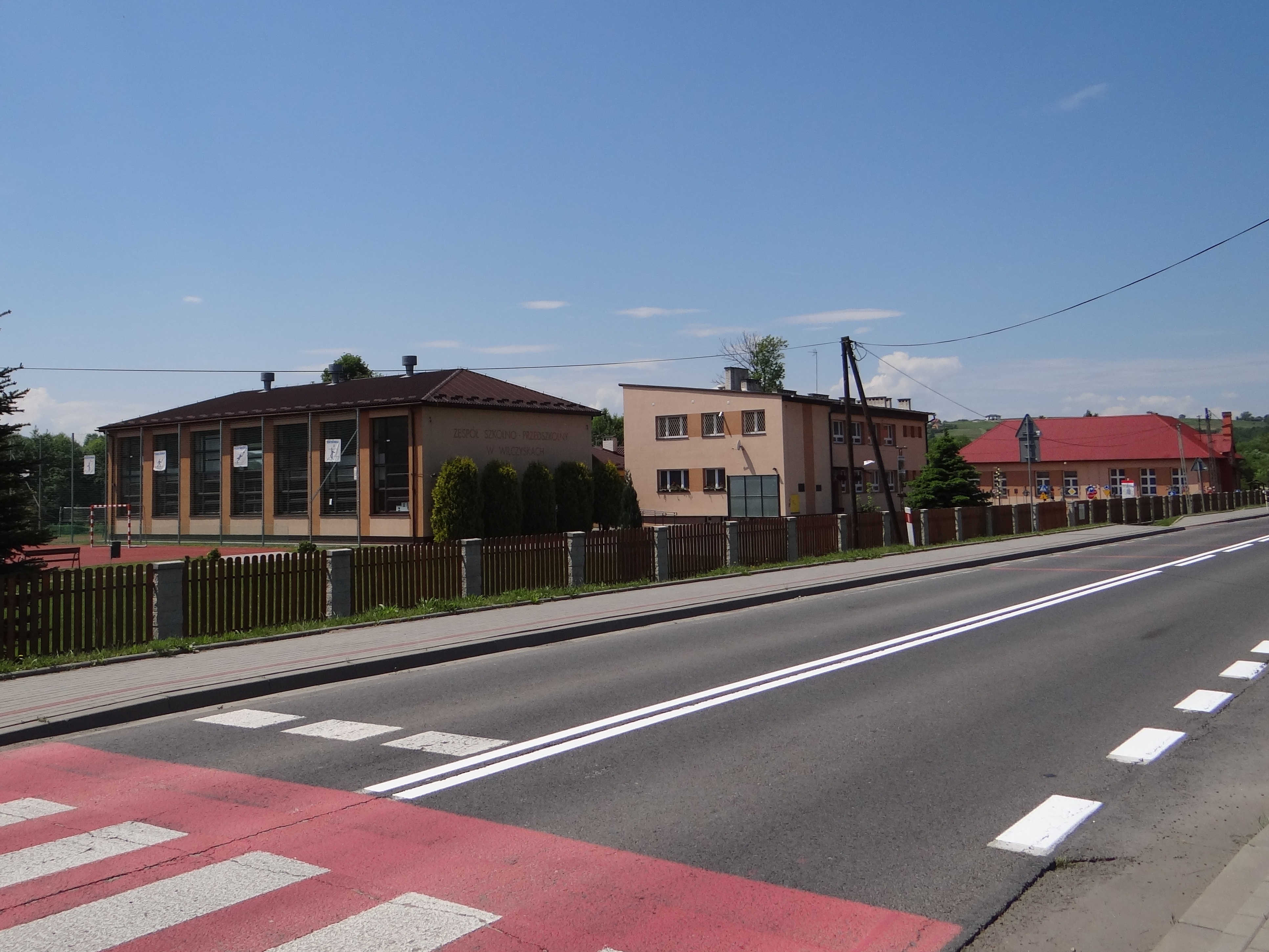
Dorfzentrum

## Geographie
Der Ort liegt am rechten Ufer des Flusses Biała im Ciężkowice-Gebirge. Die Nachbarorte sind die Stadt Bobowa im Norden, Stróżna im Nordosten, Stróże im Südosten, Wojnarowa im Südwesten, sowie Jankowa im Nordwesten.

## Geschichte
Nach späteren Quellen wurde die römisch-katholische Pfarrei 1328 errichtet, aber der Ort wurde 1335 von der Familie Jeżowski des Wappens Strzemię gegründet. 1416 wurde auch das Dorf Jazowa nordwestlich von Wilczyska erstmals urkundlich erwähnt, später Jeżowa bzw. Jeżów, jetzt ein Weiler von Wilczyska. Es wurde wahrscheinlich im Jahr 1384 als Wola Jeżowa gegründet.

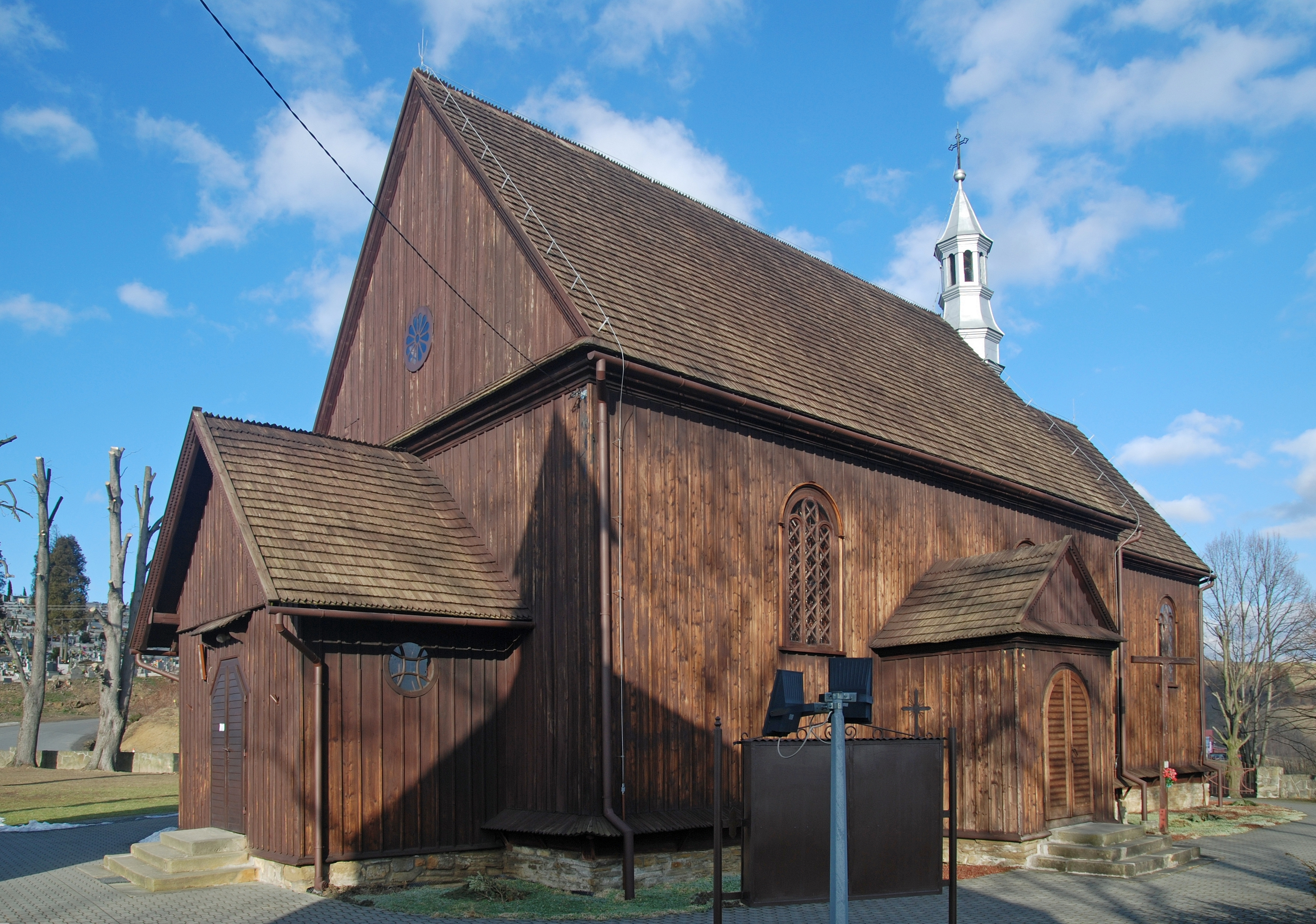
Alte Holzkirche

Politisch und administrativ gehörte das Dorf zum Königreich Polen (ab 1569 in der Adelsrepublik Polen-Litauen), Woiwodschaft Krakau, Kreis Biecz. In der Zeit der Reformation um 1600 befand sich dort eine protestantische Gemeinde. 1606 lebte dort ein bekannter Arianer (siehe Polnische Brüder) Albert Rożen. Nach 1525 wurde am linken Ufer der Biała ein Schutzhof erbaut, später einige Male umgebaut und Sitz einer arianischen Gemeinde.
Bei der Ersten Teilung Polens kam Wilczyska 1772 zum neuen Königreich Galizien und Lodomerien des habsburgischen Kaiserreichs (ab 1804). Im späten 19. Jahrhundert besuchten den Schutzhof Stanisław Wyspiański und Artur Grottger.
1918, nach dem Ende des Ersten Weltkriegs und dem Zusammenbruch der k.u.k. Monarchie, kam Wilczyska zu Polen. Unterbrochen wurde dies nur durch die Besetzung Polens durch die Wehrmacht im Zweiten Weltkrieg. Aus Wilczyska stammten zwei bekannte polnische Partisanen: Kazimierz Wątróbski (1916–1944) und Adam Rysiewicz (1918–1944). 1944 wurde das Dorf von deutschen Besatzern durch Gewalt „befriedet“ und 8 Bewohner wurden von der Gestapo erschossen.
Von 1975 bis 1998 gehörte Wilczyska zur Woiwodschaft Nowy Sącz.

## Sehenswürdigkeiten

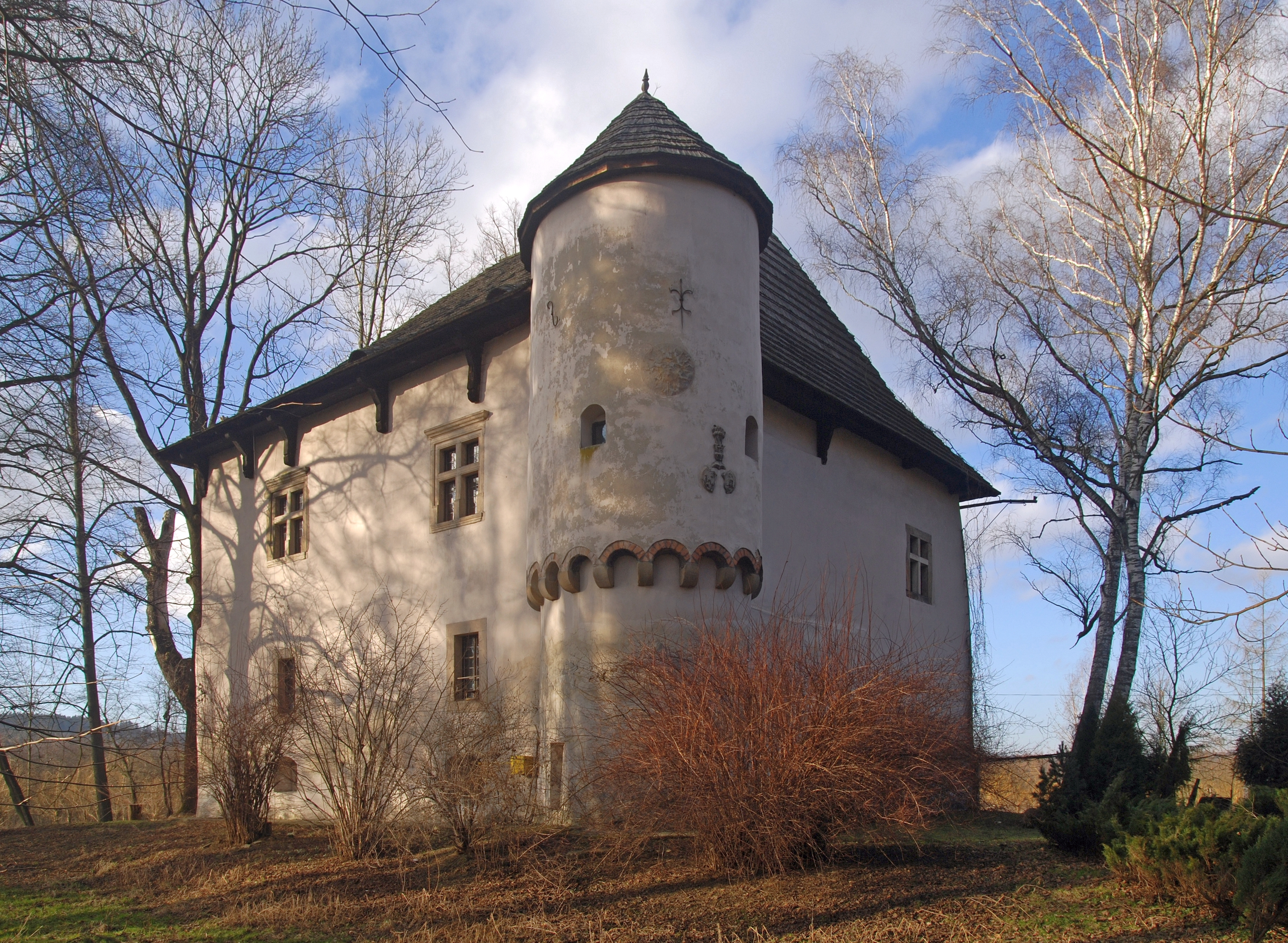
Schutzhof in Jeżów

- Schutzhof im Weiler Jeżów, aus dem späten 16. Jahrhundert
- Alte Holzkirche aus dem Jahr 1605